# Kuroko no basuke
Kuroko no basuke (japonsky 黒子のバスケ, anglicky Kuroko's Basketball nebo též The Basketball Which Kuroko Plays) je japonská sportovní šónen manga, kterou vytvořil Tadatoši Fudžimaki. Manga původně vycházela v měsíčníku Šúkan šónen Jump nakladatelství Šúeiša v letech 2008 až 2014 a postupně byla vydána v 30 souborných svazcích. Od prosince 2014 začal Fudžimaki v časopisu Jump Next! vydávat volné pokračování s názvem Kuroko no basuke: Extra Game. Na základě mangy pak studio Production I.G v letech 2012 až 2015 vytvořilo adaptaci v podobě stejnojmenného animovaného seriálu o třech řadách.